# Bracon vasseuri
Bracon vasseuri är en stekelart som beskrevs av Meunier 1914. Bracon vasseuri ingår i släktet Bracon och familjen bracksteklar. Inga underarter finns listade.